# Bobby Campbell (labdarúgó, 1937–2015)
Robert J Campbell (Liverpool, 1937. április 23. – 2015. november 6.) angol labdarúgó, később labdarúgóedző.

## Életpályája
Pályafutását a Liverpoolnál kezdte, itt került be az angol ifiválogatottba. A Liverpool után a Portsmouth, később az Aldershot játékosa volt.
Miután egy sérülés 1966-ban véget vetett a pályafutásának, edzősködni kezdett. Először a Portsmouthnál kapott állást, majd a Queens Park Rangersnél dolgozott. Ezután Bertie Mee mellett dolgozott az Arsenalban az első csapat edzőjeként, miután Steve Burtenshaw 1973-ban távozott a csapattól.
Első vezetőedzői munkáját a Fulham-nél kapta 1976-ban, miután a korábbi menedzsert, Alec Stockot menesztették. Négy évet töltött a csapatnál, majd őt is elbocsátották, mikor a Fulham rosszul kezdte az 1980–81-es szezont. Ezután a Portsmouth edzője lett, a csapatot a harmadosztály első helyére vezette 1982-83-ban.
Az 1987-88-as szezon vége felé Campbellt kinevezték John Hollins segédedzőjévé a Chelsea-nél; a csapat épp a kiesés ellen küzdött. Egy hónappal később Hollinst menesztették, Campbellt pedig kinevezték megbízott edzőnek a szezon végéig. Campbellnek azonban nem sikerült megakadályoznia a kiesést a hátralevő nyolc mérkőzésen.
A következő szezonban viszont már vissza is jutottak az élvonalba: 99 ponttal a Chelsea a másodosztály bajnoka lett. Egy évvel később az ötödik helyre vezette a csapatot az élvonalban, ez volt a legjobb helyezésük 1970 óta. Edzői szolgálatai alól felmentették, mikor csak a 11. helyen végeztek, majd 1991-ben a Chelsea elnöke, Ken Bates személyi asszisztense lett.